# Wu (Shu Han)
Kaiserin Wu (吳皇后, Geburtsname unbekannt; † 245), formell Kaiserin Mu (穆皇后, gerechte Kaiserin), war eine Kaiserin der Shu Han zur Zeit der drei Reiche. Ihr Vater, dessen Name nicht historisch aufgezeichnet ist, folgte Liu Yan in die Yi-Provinz (益州, im heutigen Sichuan und Chongqing), als dieser zum Gouverneur ernannt wurde. Dank der Freundschaft zwischen ihrem Vater und Liu Yan heiratete sie Liu Yans Sohn Liu Miao (劉瑁). Nach dessen Tode blieb sie lange Zeit unverheiratet.
Als Liu Bei die Yi-Provinz von Liu Zhang eroberte (214), trennte er sich offiziell von Sun Shangxiang (seiner Gemahlin, eine Schwester Sun Quans) und heiratete Frau Wu. Als er den Titel Prinz von Hanzhong im Jahre 219 annahm, ernannte er sie zur Prinzessin. Nach dem Fall der Han-Dynastie im Jahre 220 (nach Kaiser Xians Abdankung zu Gunsten von Cao Pi) nahm Liu Bei 221 den Han-Titel an und begründete die Shu Han. Noch im selben Jahr erhob er seine Gemahlin zur Kaiserin. Nach seinem Tod im Jahre 223 ehrte sein Sohn und Nachfolger Liu Shan sie als Kaiserinmutter. Sie starb im Jahr 245. In den Chroniken der Drei Reiche wird nicht genau beschrieben, ob Liu Bei mit ihr oder mit Frau Gan, der Mutter Liu Shans, bestattet wurde.
| Vorgänger | Amt                                    | Nachfolger |
| --------- | -------------------------------------- | ---------- |
| Cao Jie   | Kaiserin von China (Südwesten) 221–223 | Zhang      |

| Personendaten    | Personendaten                                 |
| ---------------- | --------------------------------------------- |
| NAME             | Wu                                            |
| ALTERNATIVNAMEN  | Wu, Kaiserin; Kaiserin Mu; 穆皇后; 吳皇后     |
| KURZBESCHREIBUNG | Kaiserin der Shu Han zur Zeit der drei Reiche |
| GEBURTSDATUM     | 2. Jahrhundert                                |
| STERBEDATUM      | 245                                           |